# Wallabout Bay
Die Wallabout Bay ist eine Bucht des East River im New Yorker Stadtteil Brooklyn. Sie ist vor allem als Standort der New York Naval Shipyard bekannt.

## Besiedlung und Nutzung
Die Wallabout Bay wurde um 1630 erstmals von europäischen Einwanderern besiedelt, als sich hier wallonische Siedler in der Kolonie Nieuw Nederland niederließen. Joris Jansen Rapelje hatte das Gebiet von den Lenni Lenape im Austausch gegen Handelsgüter erworben. Nach dem Abtritt an die englische Krone im Frieden von Breda ging das Gebiet 1667 an die englische Krone über, was im Friede von Westminster 1674 endgültig bestätigt wurde.
Die Bucht wurde während des Amerikanischen Unabhängigkeitskrieges (1775–1783) von den Briten als Gefängnis für Kriegsgefangene genutzt, die hier in Gefängnisschiffen eingeschlossen wurden. Dabei sollen hier über 10.000 Gefangene festgehalten worden sein, tote Gefangene wurden dabei über Bord geworfen.
Nach dem Erwerb des Gebietes durch die Vereinigten Staaten im Jahr 1801 wurden an diesem Ort ab 1806 Schiffe für die United States Navy erbaut. Dabei wurden bei der Trockenlegung und Bebauung des Gebietes etliche Leichen der Kriegsgefangenen ausgegraben, ihnen zu Ehren wurde im nahegelegenen Fort Greene Park in Brooklyn das Prison Ship Martyrs’ Monument erstellt. Durch die Trockenlegung entstand eine Insel in der Bay, nach Aufgabe der Werft 1966 wurde der Kanal zwischen der Insel und dem Festland zugeschüttet. Die auf der Insel befindlichen Anlagen wurden weiterhin zum Bau ziviler Schiffe genutzt, das restliche Gebiet zu einem mehreren tausend Leuten Arbeit bietenden Industriegebiet ausgebaut.